# Евро-2

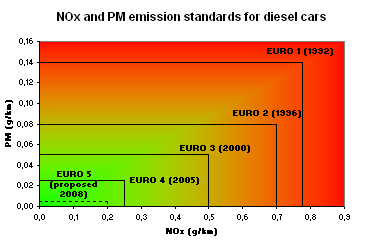
Ограничения, накладываемые на дизельные автомобили

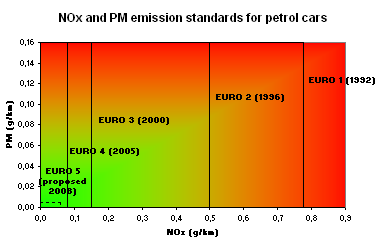
Ограничения, накладываемые на бензиновые автомобили. До введения стандарта Евро-5 выбросы сажи не учитывались

Евро-2 — экологический стандарт, регулирующий содержание вредных веществ в выхлопных газах. Введён в Евросоюзе в качестве замены Евро-1 в 1995 году; в свою очередь, заменён стандартом Евро-3 в 1999 году.
Стандарт Евро-2 был принят правительством России осенью 2005 года. Продажи бензина АИ-95 Евро-2 в России запрещены с 1 января 2011 года. С сентября 2011 года планировался запрет на продажу АИ-92 класса Евро-2, однако из-за возникновения дефицита бензина он был перенесён на 2012 год. С 1 января 2013 года любое топливо класса Евро-2 и ниже запрещено к обороту в РФ.
В Казахстане стандарт принят 15 июля 2009 года.